# Abendlied (Rheinberger)

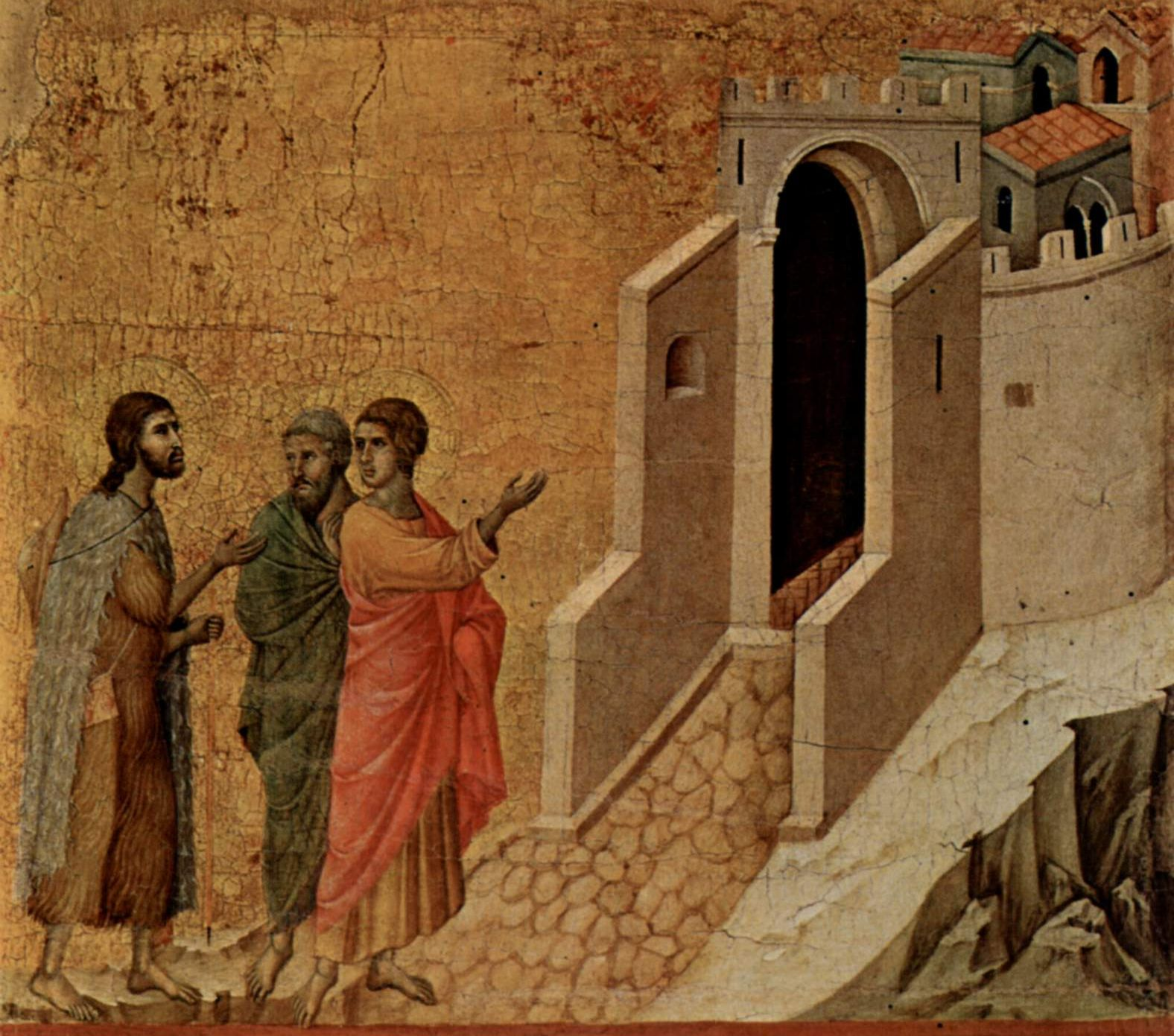
Bleib bei uns

Abendlied, ook wel - naar de eerste woorden - Bleib bei uns genoemd, is een compositie van de Liechtensteins-Beierse componist Joseph Rheinberger (1839-1901). 
De tekst van het motet is gebaseerd op het Lukas 24:29: Blijf bij ons, want het is bijna avond en de dag loopt ten einde. Dit zeiden de twee Emmaüsgangers voordat zij met de opgestane Jezus aanzaten aan de maaltijd te Emmaüs. 
Het manuscript van het lied bevindt zich in de Bayerische Staatsbibliothek in München. Het lied is gedateerd op 9 maart 1855, hetgeen aannemelijk maakt dat de componist nog geen zestien jaar oud was toen hij het schreef. Rond zijn vierentwintigste paste hij het motet, zoals dat vandaag nog wordt uitgevoerd, ingrijpend aan. De wijzigingen zijn door Rheinberger met potlood in het manuscript opgenomen. In 1877 maakte hij nog een versie van hetzelfde motet, dit keer met Latijnse tekst. Het vertoont een sterke verwantschap met het Engelse geestelijke lied Abide with Me.

## Tekst
Bleib bei uns, denn es will Abend werden,
und der Tag hat sich geneiget.